# Episodi di Fraggle Rock (terza stagione)
La terza stagione della serie televisiva Fraggle Rock è stata trasmessa in anteprima negli Stati Uniti d'America dalla HBO tra il 24 dicembre 1984 e il 27 maggio 1985.
| nº | Titolo originale                                  | Titolo italiano | Prima TV USA     | Prima TV Italia |
| -- | ------------------------------------------------- | --------------- | ---------------- | --------------- |
| 1  | The Bells of Fraggle Rock                         | inedito         | 24 dicembre 1984 | inedito         |
| 2  | Red Handed and Invisible Thief                    | inedito         | 7 gennaio 1985   | inedito         |
| 3  | Boober and the Glob                               | inedito         | 14 gennaio 1985  | inedito         |
| 4  | The Grapes of Generosity                          | inedito         | 21 gennaio 1985  | inedito         |
| 5  | Blanket of Snow, Blanket of Woe                   | inedito         | 28 gennaio 1985  | inedito         |
| 6  | Pebble Pox Blues                                  | inedito         | 4 febbraio 1985  | inedito         |
| 7  | Home Is Where the Trash Is                        | inedito         | 11 febbraio 1985 | inedito         |
| 8  | Believe It or Not                                 | inedito         | 18 febbraio 1985 | inedito         |
| 9  | Wembley and the Mean Genie                        | inedito         | 25 febbraio 1985 | inedito         |
| 10 | The Secret Society of Poohbahs                    | inedito         | 4 marzo 1985     | inedito         |
| 11 | The Beanbarrow, the Burden and the Bright Bouquet | inedito         | 11 marzo 1985    | inedito         |
| 12 | Gobo's School for Explorers                       | inedito         | 18 marzo 1985    | inedito         |
| 13 | Scared Silly                                      | inedito         | 25 marzo 1985    | inedito         |
| 14 | The Great Radish Caper                            | inedito         | 1º aprile 1985   | inedito         |
| 15 | Born to Wander                                    | inedito         | 8 aprile 1985    | inedito         |
| 16 | The Battle of Leaking Roof                        | inedito         | 15 aprile 1985   | inedito         |
| 17 | Playing Till It Hurts                             | inedito         | 22 aprile 1985   | inedito         |
| 18 | Bored Stiff                                       | inedito         | 29 aprile 1985   | inedito         |
| 19 | The Cavern of Lost Dreams                         | inedito         | 6 maggio 1985    | inedito         |
| 20 | The Incredible Shrinking Mokey                    | inedito         | 13 maggio 1985   | inedito         |
| 21 | A Dark and Stormy Night                           | inedito         | 20 maggio 1985   | inedito         |
| 22 | Gunge the Great and Glorious                      | inedito         | 27 maggio 1985   | inedito         |